# Öröklési szerződés
Az öröklési szerződés a végintézkedés egyik formája. Olyan szerződés, amelyben az örökhagyó arra kötelezi magát, hogy a vele szerződő felet tartás vagy életjáradék fejében örökösévé teszi. Végintézkedést tenni csak személyesen lehet. Az örökhagyó arról a vagyonáról, amelyet öröklési szerződésben lekötött, nem rendelkezhet sem élők között, sem halál esetére.

## Vitás kérdések
Az öröklési szerződés kettős jogi jellege mind a korábbi, mind a hatályos alkalmazása tekintetében több kérdést vet fel. Egyes vélemények szerint a mai napig nem tisztázott, valójában mit tekintünk öröklési szerződésnek, hol húzódik a határ a végrendelet, valamint a tartási és életjáradéki, valamint az öröklési szerződés között.